# Szarlotka

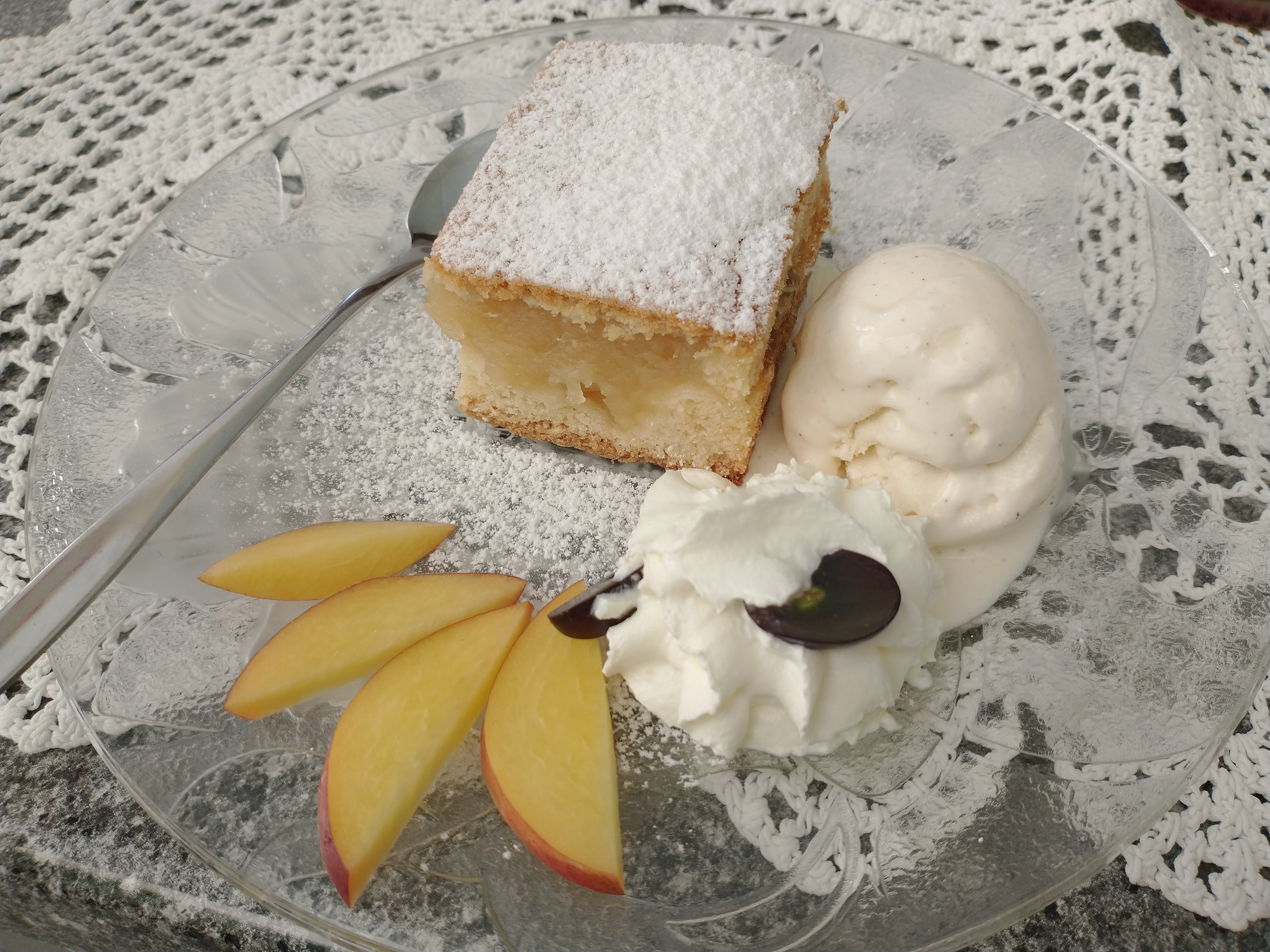
Szarlotka podana z lodami waniliowymi i bitą śmietanką

Szarlotka – wyrób cukierniczy w postaci placka z ciasta kruchego i owoców, zazwyczaj jabłek. W przypadku zastosowania jabłek, stosowane są zamiennie – zależnie od regionu Polski – nazwy „szarlotka” i jabłecznik.
Według polskich podręczników do gastronomii, jabłeczniki (szarlotki) to placki z nadzieniem z kwaśnych jabłek, znajdującym się między dwiema warstwami ciasta kruchego (w tym półkruchego). Powierzchnię takich „podręcznikowych” jabłeczników wykańcza się pomadą, gruboziarnistym cukrem kryształem i bitą śmietanką lub cukrem pudrem. Gotowy placek kroi się przed podaniem na kwadratowe kawałki. 
Jabłka na szarlotkę mogą być surowe (w kawałkach) lub przetworzone. Do jabłek w polskiej szarlotce dodawane są przyprawy korzenne, najczęściej cynamon, czasem też goździki. Jabłecznik często podaje się gdy jest jeszcze gorący, z lodami waniliowymi.
Oprócz jabłek, do przygotowania szarlotki używać można gruszek, brzoskwiń, moreli, śliwek i innych owoców, a jako dodatku rodzynek.
W dawnej kuchni polskiej marmoladę jabłkową przekładano innymi owocami lub konfiturami. Zamiast kruchego ciasta  stosowano chleb, grzanki lub sucharki.

## Charlotte russe
Geneza szarlotki sięga charlotte russe – francuskiego deseru przypisywanego Marie-Antoine’owi Carême’owi (1784-1833). Pierwotnie wyrób nie zawierał jabłek – składał się z kremu bawarskiego i biszkoptów (kocich języczków). Carême nazwał to danie na cześć cara Aleksandra I i jego przyszłej szwagierki – księżniczki Charlotty Hohenzollern.